# ليه جاكسون (لاعب هوكي جليد)
ليه جاكسون هو لاعب هوكي جليد كندي، ولد في 21 ديسمبر 1952 في مانينغ ‏ في كندا.

## وصلات خارجية
- ليه جاكسون على موقع HockeyDB.com (الإنجليزية)